# Magnus I. (Schweden)

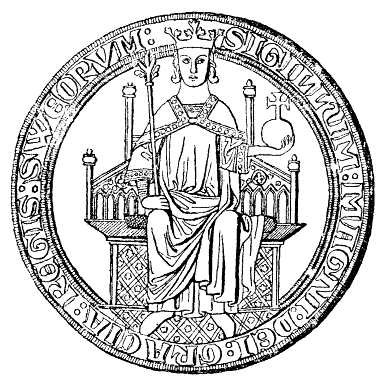
Siegel von Magnus Ladulås

Wappen von Magnus Ladulås

Magnus Ladulås (eigentlich Magnus Birgersson; * 1240; † 18. Dezember 1290 auf Visingsö) war zwischen 1275 und 1290 König von Schweden.

## Biografie
Er war Sohn des Birger Jarl und dessen erster Ehefrau Ingeborg Eriksdotter. Er heiratete 1276 Helvig von Holstein, die Tochter des Grafen Gerhard I. von Holstein.
1266, nach dem Tode des Vaters, übernahm Magnus Ladulås dessen Amt als Jarl und versuchte, dem Amt dieselbe Machtfülle zu geben, die davor Birger Jarl ausgeübt hatte. Dadurch kam er mit seinem Bruder, König Waldemar, in Konflikt, der 1275 in einen offenen Kampf überging. Gemeinsam mit seinem jüngeren Bruder Erik und der Unterstützung des dänischen Königs Erik Klipping besiegte Magnus die königlichen Anhänger bei Hova. Im selben Jahr wurde er, nachdem Waldemar gezwungenermaßen abgedankt hatte, zum schwedischen König gewählt und im Mai in Uppsala zum König gekrönt.
Es dauerte fünf Jahre, bis Magnus Ladulås seine Herrschaft gefestigt hatte. Der Machtkampf seines abgedankten Bruders, Meinungsverschiedenheiten mit dem dänischen König und ein Adelsaufstand 1278 bedrohten seine Herrschaft. 1280 hatte schließlich Waldemar endgültig seine Ansprüche aufgegeben, die Adligen hatten sich mit Magnus versöhnt oder waren hingerichtet worden, und die Kirche war durch ein Versprechen über weitreichende Privilegien auf die Seite des Königs übergewechselt.
Magnus Ladulås führte im nächsten Jahrzehnt umfassende Reformen durch. In den Satzungen von Alsnö (1280) und Skänninge (1284) wurde die Beziehung zwischen Königtum und Adel geregelt. Es entstand der Stand der Ritter, die von steuerlichen Abgaben befreit waren. Ein Königsfrieden wurde kundgetan und die Blutrache wurde endgültig verboten. Ebenfalls wurde die Kirche in den Privilegien von Söderköping 1281 von der Steuerpflicht befreit. Feste Burgen mit dazugehörigen – nicht erblichen – Lehen wurden errichtet und ein neues Steuersystem wurde eingeführt. Und nicht zuletzt wurde ein königlicher Rat konstituiert, für den Fall, dass der Thronfolger beim Tode des Königs noch unmündig ist.
1285 und 1288 schloss Magnus Ladulås Verträge mit Gotland, die die Insel schließlich unter königliche Oberhoheit brachten. Im Dezember 1290 starb er eines natürlichen Todes auf der Insel Visingsö und wurde in der Riddarholmskirche in Stockholm beigesetzt.

## Nachkommen
Aus der Ehe mit Helvig von Holstein gingen folgende Kinder hervor:
- Ingeborg (1277–1319) heiratete 1296 Erik menved von Dänemark.
- Birger I. († 1321), 1290–1318 König von Schweden
- Erik († 1318), Herzog von Södermanland (1282–1318)
- Waldemar († 1318), Herzog von Finnland